# Ban-sur-Meurthe-Clefcy
Ban-sur-Meurthe-Clefcy är en kommun i departementet Vosges i regionen Grand Est (tidigare regionen Lorraine) i nordöstra Frankrike. Kommunen ligger i kantonen Fraize som tillhör arrondissementet Saint-Dié-des-Vosges. År 2022 hade Ban-sur-Meurthe-Clefcy 961 invånare.

## Befolkningsutveckling
Antalet invånare i kommunen Ban-sur-Meurthe-Clefcy
| Referens: INSEE |